# Handels IF
Handels IF är Handelshögskolan Göteborgs Idrottsförening och tillhör därför Handelshögskolans Studentkårs, HHGS, föreningar. Ordförande 2024/2025 är Viggo Paulsson.

## Veckoaktiviteter
Handels IF arrangerar veckovis olika idrottsaktiviteter. Bland annat håller de i Handelsjoggen varje måndag, 18.00, (måndagsjoggen). Dessutom arrangeras även större event såsom fotboll, padel, volleyboll, innebandy och spökboll. Handels IF anordnar även andra evenemang med andra aktörer, bland annat IF Chalmers.  

## Större arrangemang
Tillsammans med Idrottsrådet från Göta studentkår samt Chalmers Fotbollssällskap från Chalmers studentkår har Handels IF sedan 2017 arrangerat Studentmästerskapen i fotboll med ca 100 spelande studenter årligen från de tre Universiteten.